# 徳島県道265号腕山花ノ内線
徳島県道265号腕山花ノ内線（とくしまけんどう265ごう かいなやまはなのうちせん）は、徳島県三好市を通る県道である。

## 概要
三好市西祖谷山村小祖谷から三好市井川町井内西に至る。

### 路線データ
- 起点：三好市西祖谷山村小祖谷（徳島県道149号腕山宮石線起点）
- 終点：三好市井川町井内西（徳島県道140号大利辻線交点）
- 総延長：11,009 m[1]

## 歴史
- 1995年（平成7年）4月1日 - 認定。

## 地理

### 通過する自治体
- 徳島県
  - 三好市

### 交差する道路
| 交差する道路            | 交差する場所     | 交差する場所 |
| ----------------------- | ---------------- | ------------ |
| 徳島県道149号腕山宮石線 | 西祖谷山村小祖谷 | 起点         |
| 徳島県道140号大利辻線   | 井川町井内西     | 終点         |

### 沿線
- 腕山
- 井川スキー場腕山
- 松尾川ダム

### 峠
- 水ノ口峠（三好市）